# Glandicephalus
Glandicephalus is een geslacht van lintwormen (Platyhelminthes; Cestoda) uit de familie Diphyllobothriidae. De wetenschappelijke naam van het geslacht werd voor het eerst geldig gepubliceerd in 1921 door Otto Fuhrmann.
Het zijn parasieten van zeezoogdieren in de Zuidelijke Oceaan.
Het geslacht telt twee soorten:
- Glandicephalus antarcticus (Baird, 1853) – oorspronkelijke combinatie: Bothriocephalus antarcticus. Het is een parasiet van de Rosszeehond (Ommatophoca rossii).
- Glandicephalus perfoliatus (Railliet & Henry, 1912) – oorspronkelijke combinatie: Dibothriocephalus perfoliatus. Een parasiet van de Weddellzeehond (Leptonychotes weddelli).